# Caselle Lurani
Caselle Lurani (lombardul: Caséli Lürani vagy Le Casele) település Olaszországban, Lombardia régióban, Lodi megyében. Lakosainak száma 3019 fő (2023. január 1.). Caselle Lurani Bascapè, Casaletto Lodigiano, Castiraga Vidardo, Marudo, Salerano sul Lambro és Valera Fratta községekkel határos.

## Népesség
A település népességének változása:
| Lakosok száma | 3030 | 2990 | 3019 |
|               | 2017 | 2018 | 2023 |